# 이형우
이형우(1921년 8월 14일~2016년 6월 14일)는 대한민국의 정치인이다. 제8대 국회의원을 지냈다.

## 역대 선거 결과
|  | 45.23% |

|  | 54.79% |

|  | 14.15% |